# Ernest George Meers
Ernest George Meers (Kingsnorth, 25 febbraio 1849 – York, 20 agosto 1928) è stato un tennista britannico.

## Biografia
Nativo del Kent, nel 1871 si sposò con Eliza Rosa Hart e con lei ebbe sei figli. Studente di musica all'università di Oxford, divenne in seguito amministratore di una fabbrica di gomma. Aveva due principali passatempi: suonare l'organo e giocare a tennis.
Soprattutto a tennis si dimostrò particolarmente capace, distinguendosi a livello nazionale. Giocò di frequente al torneo di Wimbledon tra gli anni 1880 e 1890, spesso con ottimi risultati: nel singolare maschile del 1895 raggiunse le semifinali, venendo sconfitto da Wilberforce Eaves (3-6, 9-7, 11-9, 4-6, 1-6). Nel doppio invece raggiunse la finale nel 1888 in coppia con Arthur Ziffo, venendo tuttavia battuto dai fratelli William ed Ernest Renshaw (3-6, 2-6, 2-6).
Fu, inoltre, uno dei primi giocatori britannici a partecipare allo US Open: nell'edizione del 1889, l'unica a cui prese parte, giunse in semifinale, venendo sconfitto dal campione Oliver Campbell (7-5, 1-7, 7-5, 4-6, 2-6). Ritiratosi dallo sport, continuò ad amministrare la sua fabbrica e infine morì a York nel 1928.